# 大沈没
大沈没（だいちんぼつ Le Petit Baigneur）は、1968年のコメディ映画。イタリア・フランス共同制作。ロベール・デリー監督（および準主役出演）、ルイ・ド・フュネス主演。
原題を直訳すると「小さな水浴び人」となるが、これは作中に登場するボートの固有名詞を指しており、また川を舞台にして何度も水没する主演のルイ・ド・フュネスの小柄な外観にもかけてある。

## あらすじ
フルショーム社で造船されたアンクレヴァブル（不沈没）号に祝別と進水式が行われるが、シャンパンを当てると船の外壁が壊れてしまい、船は進水せず式は台無しとなる。怒った社長のルイ＝フィリップ・フルショームは、ちょうど現れた造船技師のアンドレ・カスタニエをその場で解雇してしまうが、実はカスタニエはその前日に自ら開発した革新的な小型ボートのプチ・ベニュール（小さな水浴び人）号でイタリアのボートレースに優勝したところで、イタリアの船商人マルチェッロ・カッチャペロッティがプチ・ベニュール型ボート500台を注文しにフルショームを訪ねてきた。慌てたフルショームは妻を連れてカスタニエの故郷の農村へと向かい、彼を呼び戻そうとする。
しかしカスタニエは大家族で、兄妹は教会の主任司祭アンリ、灯台守ジャン＝バティスト、妹の夫で義理の兄の信号ラッパ吹きシピオンなど変人揃いだった。村の教会を訪ねてアンリ司祭に多額の小切手を寄付したフルショームだが、そこでカッチャペロッティがカスタニエのもう一人の兄と契約しようとしていることを知る。慌てて妻と二人で灯台の高い階段を登るがジャン＝バティストはおらず、下の小屋で呑気にアンリと食事しているのだった。もう一人の兄というのが別にいることを知り、フルショームはカスタニエに会うべく、村はずれの彼の実家の農場へと向かう。ここからはルイ・ド・フュネスお得意のスラップスティックのギャグがノンストップで畳み掛けることとなる。カヤックで溺れかけたり、農場のトラクターであたりのものをめちゃくちゃに壊した挙句、足を怪我して動けないシピオンを乗せたボートをめいめいが足こぎボートやハウスボートで追いかけ、カーチェイスならぬボートチェイスが繰り広げられる。
最終的にフルショームとシピオンは溺れてしまい、引き上げられたシピオンは軽症だったがフルショームは重症であった。アンリ司祭が終油の秘蹟を行い、皆が臨終を覚悟しベッドを囲んで泣く中、（実は詐病の）フルショームはカスタニエの同情を誘って契約書にサインさせてしまう。同時にカッチャペロッティがシピオンを探し当ててようやく商談を持ちかけるが、時すでに遅しだった。その後退院したフルショームは、カスタニエやカッチャペロッティと揃い踏みし改めてアンクレヴァブル号の進水式を執り行う。アンリ神父の祝別ののち、今度はシャンパンも予定通りに割れて無事に進水したが、船はそのまま沈没してしまい、またもや式が台無しとなるのであった。

## スタッフ
- 監督 - ロベール・デリー（フランス語版）
- 第二チーム監督 - クロード・クレマン
- 脚本 - ロベール・デリー
- 脚色 - ロベール・デリー、ピエール・チュルミア（フランス語版）、オベール・ジュルジャンソン、ミシェル・モド、クロード・クレマン、ジャン・カルメ
- 演出 - ロベール・デリー
- 助監督 - ジェラール・ゲラン（フランス語版）
- 音楽 - ジェラール・カルヴィ（フランス語版） （エデン出版）

## キャスト
※日本語吹替：初回放送1976年8月5日『木曜洋画劇場』
- ルイ・ド・フュネス - ルイ＝フィリップ・フルショーム、造船会社の社長（吹替：滝口順平）
- ロベール・デリー（フランス語版）[1] - アンドレ・カスタニエ、造船技師でボート選手
- アンドレア・パリシー（フランス語版） - マリー＝ベアトリス・フルショーム、社長の妻
- コレット・ブロッセ（フランス語版） - シャルロット・カスタニエ、アンドレの姉
- フランコ・ファブリーツィ（イタリア語版） - マルチェッロ・カッチャロッティ、イタリアの船商人
- ジャック・ルグラ（フランス語版） - アンリ、アンドレの兄、村の教会の主任司祭
- ミシェル・ガラブリュ - シピオン、アンドレの義理の兄でシャルロットの夫、村の信号ラッパ吹き
- ピエール・トルナード（フランス語版） - ジャン＝バティスト・カスタニエ、アンドレの兄、灯台守

## 評価
この映画は1968年のフランスの興行収入で第3位を得た。同年には同じくド・フュネスが出演した映画で「ルイ・ド・フュネスのサントロペシリーズ」第3作である『ルイ・ド・フュネスの大結婚 Le gendarme se marie』が第1位、ジャン・ギャバンとの共演である『刺青の男 Le Tatoué』が第8位を得た。
フランスの田舎を舞台に、水にまつわる愉快なギャグを次々と連発しながらドラマが最高潮へと達するこの映画は、そのギャグやスタイルにおいて、同じく1968年制作のアメリカ映画『パーティ』や、1953年のフランス映画『ぼくの伯父さんの休暇』を想起させるように「予測不可能なことが次々と起こり笑いを導く」。共演したジャック・ルグラが語ったところによれば、「ド・フュネスがトラクターから降りて泥水の穴にはまり込むシーンでは、彼は鼻を塞いで息の水泡が上がるのを防ぎ、本当に溺れ死んだように見せかけていた」という。

## 製作過程
アンクレヴァブル号の進水式およびミシェル・ガラブリュが信号ラッパを吹いて軍艦（ジャン・バール型戦艦「ル・ブレストワ」）の水兵が整列する場面は、トゥーロン近郊のラ・セーヌ＝シュル＝メールの造船所付近で撮影された。アンクレヴァブル号はドイツのブレーメンで造船されたフランス海軍の24メートル級の船舶であり、画面で船籍番号P9783が確認できる。この船はライン川で1954年から1966年にライン川沿岸警備隊が解散されるまで運用された後、ほかの5隻の姉妹船と共に地中海や大西洋沿いの任務に転用された。このP9783は1968年までトゥーロンで運用され、その後除籍が決まっていたのにもかかわらず、映画のために特別に塗装し直されて撮影に用いられた。
他の数々のド・フュネス映画で脇役を飾ったミシェル・モドが、今作では出演ではなく脚色の共同名義に名を連ねている。同じく助演の常連であるミシェル・ガラブリュはシピオン役を演じ、映画後半でド・フュネスと絶妙な掛け合いを見せている。監督のロベール・デリーは、準主役のアンドレ・カスタニエ役で出演もしている。